# Scotopsinus tuberifer
Scotopsinus tuberifer es una especie de coleóptero de la familia Attelabidae.

## Distribución geográfica
Habita en Sudáfrica.